# Politikåret 1999

## Händelser

### Januari
- 2 januari - Kuba firar 40-årsminnet av Kubanska revolutionen.[1]
- 5 januari - Irans Iran bekräftar att det funnits dödspatruller inom den iranska säkerhetstjänsten som dödat flera regimkritiker. Fördömandet tolkas som att liberale presidenten Mohammad Khatami skaffat sig bättre kontroll över Irans hemliga polis. [1]
- 11 januari
  - Turkiets sex veckor långa regeringskris är över, då 73-årige Bülent Ecevit, som senast ledde en turkisk regering under 1970-talet, bildar ny minirotetsregering.[1]
  - Sveriges statsminister Göran Persson får ett ilsket brev av EU-kommissionens ordförande Jacques Santer för att Göran Persson i TV har uttalat sig om korruptionen inom EU. Avsändaren får veta att brevet diarieförts och blivit tillgängligt för allmänheten i enlighet med svenska offentlighetsprincipen.[1]
- 14 januari - EU-kommissionen överlever misstroendeomröstningen, med stöd av 53 %, och en kontrollgrupp mot fusk och korruption i Bryssel skall tillsättas.[1]
- 17 januari - I Ryssland kräver politiker från höger till vänster kräver att Rysslands president Boris Jeltsin avgår då han lagts in på sjukhus med blödande magsår minst tre gånger det senaste halvåret.[1]
- 21 januari
  - I Mexiko döms förre presidenten Carlos Salinas till 50 års fängelse för att ha legat bakom mordet 1994 på regeringspartiets andreman, Carlos Salinas egen svåger José Ruiz Massieu.[1]
  - I Bukarest drabbar gruvarbetare och polis samman i protest mot nedläggning av gruvor och för 35-procentiga lönelyft.[1]
- 24 januari - Franska partiet Front National splittras då partiets andreman Bruno Megret bildar nya partiet Nationella fronten - nationella grenen.[1].[1]

### Februari
- 2 februari - Rysslands president Boris Jeltsin sparkar riksåklagare Jurij Skuratov. Undersökning kom korruption avbryts. [1]
- 3 februari - Sveriges regering gör upp med Centerpartiet om svenska försvarets bantning. Miljöpartiet och Vänsterpartiet vill spara mer än de 10 % som föreslås. [1]
- 4 februari - Serbiens parlament beslutar att skicka delegation till Frankrike för fredsförhandlingar om Kosovo. Slobodan Milošević slår fast att självständighet för Kosovo är uteslutet.[1]
- 5 februari - Sydafrikas avgående president Nelson Mandela håller ett sista tal till Sydafrikas parlament.[1]
- 6 februari - Fredsförhandlingarna i Rambouillet om Kosovo inleds.[1]
- 7 februari - Sveriges statsminister Göran Persson säger på en konferens i Helsingfors att det nordiska samarbetet med de baltiska länderna skall stärkas.[1]
- 9 februari - Tysklands regering föreslår kompensation till slavarbetare i Nazityskland.[1]
- 12 februari - USA:s president Bill Clinton frias med god marginal av USA:s senat i riksrättsprocessen. Ingen åtalspunkt för mened eller hindrandet av rättvisan godkänns.[1]
- 15 februari - PKK-ledaren Abdullah Öcalan grips av turkiska säkerhetsmän, assisterade av israeliska Mossad, efter att ha lämnat Greklands ambassad i Nairobi. [1]
- 16 februari - Gripandet av PKK-ledaren Abdullah Öcalan, som förts till Turkiet efter 19 års landsflykt, leder till protester bland vid turkiska beskickningar. [1]
- 17 februari - Protesterna mot gripandet av PKK-ledaren Abdullah Öcalan fortsätter. I Berlin skjuts tre kurder till döds vid demonstration, och i Stockholm tar 47 kurder gisslan på Folkets hus. [1]
- 18 februari - Tre grekiska ministrar tvingas avgå efter Abdullah Öcalan-affären. [1]
- 19 februari - Romersk-katolska kyrkans påve Johannes Paulus II vädjar för Chile s förre president som hålls i Storbritannien. [1]
- 21 februari - Kosovoalbanerna i Rambouillet vägrar skriva på avtal, trots påtryckningar från USA:s utrikesminister Madeleine Albright. [1]
- 22 februari
  - EU-länderna kräver observationer då Abdullah Öcalan ställs inför rätta. [1]
  - 50 000 arga bönder lamslår Bryssel i protest mot EU:s jordbrukspolitik.[1]
- 24 februari
  - Kosovoalbanerna utropar provisorisk regering vid förhandlingarna i Rambouillet. [1]
  - SKAF avvisar medlarbud i svenska busskonflikten.[1]
- 25 februari - Då 16 000 bussförare i Sverige gått i strejk för bättre löner och kortare arbetspass står busstrafiken stilla på många håll.[1]

### Mars
- 3 mars - Oenighet råder i Israels regering, där utrikesminister Ariel Sharon vill skjuta upp parlamentsvalet för att söka lösning i fredsfrågan. Premiärminister Benjamin Netanyahu säger dock nej. Anklagelser om valfusk undersöks.[1]
- 5 mars - Republika Srpskas president Nikola Poplasen avskedas av fredssamordnaren Carlos Westendorp för sabotage av fredsprocessen. FN förklarar staden Brčko som neutralt område.[1]
- 8 mars
  - En högerinriktad trepartikoalition bildar ny regering i Estland.[1]
  - Sverige bantar sitt försvar med 4 miljarder SEK per år fram till 2002 enligt svenska försvarspropositionen.[1]
- 9 - Svenska busstrejken avblåses, och förarna får 6 % högre lön samt fler tillåtna pauser.[1]
- 11
  - Polen, Ungern och Tjeckien inträder i Nato.[1]
  - Oskar Lafontaine, Tysklands finansminister samt ordförande för SPD, avgår.[1]
  - EU-länderna enas om ny jordbrukspolitik, med 20-procentiga sänkningar av stödet för spannmål och nötkött.[1]
- 11 - Indonesien går med på folkomröstning för Östtimor.[1]
- 16 mars - EU-kommissionen avgår efter sex månaders djup förtroendekris.[1]
- 18 mars
  - Kosovoalbanerna skriver på fredsavtalet i Rambouillet, Jugoslavien nekar.[1]
  - Sydafrikas president Nelson Mandela tackar under sitt statsbesök till Sverige för de svenska stödet till ANC under Apartheidåren.[1]
- 21 mars - PLO-ledaren Yassir Arafat blixtbesöker Stockholm under rundresa för konsultationer om utropandet av palestinsk stat.[1]
- 24 mars - Laglorderna i Storbritannien ger ingen immunitet för Chiles förre president och diktator Augusto Pinochet, dock kan han bara åtalas för handlingar utförda efter 1988.[1]
- 25 mars - Kraftiga protester från Ryssland mot Natobombningarna av Jugoslavien.[1]

### April
- 11 april - Sveriges finansminister Erik Åsbrink avgår, och ersätts av AMS-chefen Bo Ringholm.[1]
- 21 april
  - Ryska federationsrådet godkänner inte Boris Jeltsins avskedsansökan av riksåklagaren.[1]
  - Het debatt rasar i Sveriges riksdag om förtroendet för Sveriges regering.
- 26 april - EU släpper sanktionerna mot Jugoslavien med bland annat oljeembargo.[1]

### Maj
- 1 maj - Sveriges statsminister Göran Persson ger ett halvt löfte om skattereform på första maj. Gudrun Schyman understryker fördömandet av Natos bombningar av Jugoslavien.[1]
- 6 maj - Svenska kyrkans ärkebiskop K.G. Hammar tas emot av Romersk-katolska kyrkans påve Johannes Paulus II i Vatikanstaten. I oktober 1998 stoppades besöket på grund av omdiskuterade Ecce Homo-utställningen. [1]
- 7 maj - Carl Bildt från Sverige utses till FN:s medlare i Kosovokonflikten.[1]
- 12 maj - Ryska duman diskuterar riksrättsåtal mot Rysslands president Boris Jeltsin.[1]
- 15 maj - Med 16 rösters marginal friar ryska duman Rysslands president Boris Jeltsin från riksrättsprocess.[1]
- 17 maj - Alltfler svenska kritiska till EMU enligt SIFO-mätning.[1]
- 18 maj - Island och Norge ansluter sig till Schengenavtalet.[1]
- 21 maj - Sergej Stepasjin utses till ny premiärminister i Ryssland.[1]
- 27 maj - I Sverige hotar Miljöpartiet att lämna samarbetet med Sveriges socialdemokratiska arbetareparti om VEU inlemmas i EU.[1]

### Juni
- 3 juni - Jugoslaviens president Slobodan Milošević godkänner G8 ländernas fredsförslag med totalt trupptillbakadragande från Kosovo.[1]
- 4 juni - Natos generalsekreterare Javier Solana väljs till EU:s utrikespolitiske talesman.[1]
- 10 juni - Litauens parlament godkänner den nya mitten-högerregimen ledd av konservativa partiets Rolandas Pakass.[1]
- 12 juni - Samtalen mellan Indiens och Pakistans utrikesministrar bryter samman då Pakistan kräver att Indien skall sluta slå mot muslimsk gerilla i Kashmir.[1]
- 15 juni - Sveriges regering beslutar att Barsebäck I kan stängas i november 1999.[1]
- 16 juni - Thabo Mbeki installeras som president i Sydafrika, och lovar utbyggd social service.[1]
- 23 juni - Tysklands regering antar en sparplan på 30 miljoner tyska mark, och lovar utbyggd social service.[1]
- 28 juni - En bilbomb i Nacka skadar en journalist från Stockholm och hans 8-årige son, och nynazister som journalisten kartlagt misstänks.[1]
- 29 juni - Granskningskommissionen i Sverige är starkt kritisk till Svenska polisens sätt att utreda Palmemordet 1986.[1]
- 30 juni - USA släpper 5 000 hemligstämplade dokument om Chiles tidigare president och diktator Augusto Pinochet till de spanska åklagarna.[1]

### Juli
- 1 juli - Elizabeth II inviger Skottlands parlament.[1]
- 3 juli - Förhandlingarna mellan Nordkorea och Sydkorea avbryts vid frågan om återförening av familjer.[1]
- 6 juli - Ehud Barak nyvalda regering tillträder i Israel.[1]
- 8 juli
  - I Jugoslavien lovar oppositionsledaren Zoran Đinđić tills Slobodan Milošević avgått. Fullmäktige i tre städer har antagit liknande resolutioner.[1]
  - Margot Wallström från Sverige blir EU-kommissionär med ansvar för miljöfrågor.[1]
- 10 juli - Tre dagars studentprotester skakar Iran efter missnöje med uppskjuten liberalisering.[1]
- 11 juli - I Lusaka skrivs ett fredsavtal för Kongo-Kinshasa på av ett tiotal afrikanska stater.[1]
- 12 juli - Belgiens nya sexpartiregering ledd av Guy Verhofstadt tillträder.[1]
- 15 juli - Ulsterunionisterna bojkottar Nordirlands parlament tillträder.[1]
- 17 juli - Albanska demokratiska partiet återinträder i Albaniens parlament efter årslång bojkott, på uppmaning av USA:s regering.[1]
- 18 juli - Serbiska förnyelserörelsens ledare Vuk Drašković kräver monarkins återinförande.[1]
- 20 juli - Nyvalda Europaparlamentet samlas i Strasbourg. Franske högerliberalen Nicole Fontaine väljs till parlamentets första kvinnliga talman.[1]
- 21 juli - Kinesiska polisen griper runt 1 000 Falungonganhängare som anses hota regimen i Kina.[1]
- 25 juli - Nynazister i Vellinge slår ner och misshandlar judisk man svårt.[1]
- 26 juli - Resultatet från valet i Indonesien underkänns av oenig kommission.[1]

### Augusti
- 6 augusti - Rysslands president Boris Jeltsin sparkar sin fjärde regering på 17 månader, och Vladimir Putin blir ny premiärminister.[1]
- 19 augusti
  - 100 000 personer demonstrerar i Belgrad mot Slobodan Milošević. Socialisterna öppnar för folkomröstning.[1]
  - Sveriges regering inrättar "Kommunakuten", 1,5 miljarder SEK delas ut till kommuner och  landsting med svåra underskott.[1]
- 26 augusti - Ryska presidentfamiljen dras in i muthärva. Schweiziskt byggbolag skall ha mutat med kontokredit på åtta miljoner SEK.[1]

### September
- 3 september - Ordkrig mellan Ryssland och USA om rysk penningtvätt i amerikansk bank. Minst 15 miljarder US-dollar i bistånd misstänks ha förskingrats.[1]
- 4 september - Löfte om fredsavtal i Israel-Palestinakonflikten till hösten 2000 undertecknas i Sharm el-Sheik i Egypten. Ehud Barak och Yassir Arafat är överens på de flesta punkter.[1]
- 7 september - Spanska rättsväsendet kräver att exdiktatorn Augusto Pinochet kommer till Spanien inom 20 dagar för rättegång.[1]
- 10 september - SÄPO-statistik visar att allt fler våldsdåd i Sverige begås av högerextremister, 940 under 1998 var en fördubbling jämfört med 1997.[1]
- 17 september - Frisläppt obduktionsrapport i Sverige visar att Olof Palme sköts i ryggen. Rykten om samtal med mördaren avvisas helt 1986.[1]
- 20 september - Sveriges regering presenterar sin nya höstbudget, som gynnar barnfamiljerna och ger mer kvar i plånboken då Sveriges ekonomi.[1]
- 24 september
  - Italiens tidigare premiärminister Giulio Andreotti frias från ansvar för mord på "obekväm" journalist. Rättegång om samarbete med maffian i Palermo väntar.[1]
  - Sveriges näringsminister Björn Rosengren kallar Norge för "den sista sovjetstaten" då han tror TV-kameran är avstängd, och förklarar uttalandet med "trötthet".[1]
- 30 september - 20 000 personer demonstrerar i Belgrad mot Slobodan Milošević. Polisen använder batonger och vattenkanoner.[1]

### Oktober
- 1 oktober - Folkrepubliken Kina firar 50 år.[2]
- 3 oktober - Greklands utrikesminister Giorgos Papandreou besöker ett jordbävningsdrabbat Turkiet i ett försök att förbättra de grekisk-turkiska relationerna.[2]
- 4 oktober - Göran Persson blir första svenske statsminister att besöka Israel sedan Tage Erlander var där 1962.[2]
- 9 oktober - Sveriges statsminister Göran Persson avslutar sitt besök i Israel med att besöka Yassir Arafat på palestinskt område.[2]
- 12 oktober - Pakistans premiärminister Nawaz Sharif avsätts vid en militärkupp.[2]
- 14 oktober - Svenska polisen griper två män i 20-årsåldern som uppges ha nazistiska åsikter, misstänkta för mordet på 41-årige syndikalisten Björn Söderberg.[2]
- 17 oktober - Pakistanske kuppgeneralen lovar att Pakistan ensidigt drar tillbaka stora delar av sina trupper från gränsen till Indien.[2]
- 19 oktober - Tidigare hemligstämplade dokument avslöjar att USA under kalla kriget placerade ut kärnvapen i bland annat Grönland, Island och Marocko, ofta utan regeringarnas vetskap.[2]
- 20 oktober - De nordiska ambassaderna i Berlin invigs.[2]
- 21 oktober - Svenska staten garanterar genom decentralisering av statliga verk och myndigheter 1 275 tjänster till de kommuner som drabbats hårdast av svenska försvarets nedskärningar.[2]
- 22 oktober - Östtimors självständighetsledaren Xanana Gusmão återvänder från exilen och möts av jublande folkmassor i Dili.[2]
- 23 oktober - Stora protester mot det nazistiska-rasistiska våldet i Sverige hålls.[2]
- 26 oktober - Kamerun är enligt Transparency Internationals undersökning av 999 länder världens mest korrumperade land, inom EU är Italien mest korrumperat och Danmark, Finland och Sverige i nämnd ordning minst korrumperade.[2]
- 27 oktober
  - Åtta ledande politiker i Armenien, bland dem premiärminister Vazgen Sargsian, skjuts ihjäl i Armeniens parlament av fem kuppmakare som sägs vara nationalister som har terrorism som arbetsmetod.[2]
  - Storbritanniens överhus minskar antalet ärftliga platser från 751 till 92, och en 800-årig epok går i graven.[2]
- 28 oktober - Kinesiska polisen arresterar alla som öppet medger att de sitt stöd för Falungongrörelsen.[2]

### November
- 1 november - USA:s president Bill Clinton anländer till Oslo för en minnesstund för Yitzhak Rabin som mördades 1995. Yassir Arafat och Ehud Barak finns också där.[2]
- 6 november - Sveriges USA-ambassadör Rolf Ekéus försöker få diskussion till stånd med Gray Davis om att överföra livstidsdömda svenskan Annika Östberg till ett svenskt fängelse, då hon sitter i fängelse dömd för medhjälp till mord begått av hennes pojkvän.[2]
- 7 november - Tio år efter att Berlinmuren revs tilldelas Michail Gorbatjov för sin avgörande roll i Tyska återföreningen Storkorset, Tysklands högsta utmärkelse.[2]
- 8 november - Till minnet av Kristallnatten 1938 samlas tusentals människor runtom i Sverige till manifestation mot rasism. Man ser mordet på Björn Söderberg som en varningsklocka.[2]
- 9 november - Ryske liberale politikern Grigorij Javlinskij kräver att Ryssland slutar med sina flygbombningar och militära markoperationer i Tjetjenien.[2]
- 14 november - Folkpartiet blir första parti i Sveriges riksdag att begära svenskt inträde i Nato.[2]
- 15 november
  - USA hotar betala av sin skuld på närmare en miljard amerikanska dollar till FN, efter hot om förlorad rösträtt i generalförsamling.[2]
  - Sveriges statsminister Göran Persson byter fot i frågan om svenskt EMU-medlemskap. Nej blir ett vilande ja.[2]
- 16 november - I Sverige visar en forskargrupp inom svenska statens demokratiutredning att lobbyverksamheten de senaste åren försvagat den svenska demokratin. Näringslivet har stärkt sin makt, på bekostnad av folkrörelse-Sverige.[2]
- 17 november - Svenska polisen och EU:s egna utredare inleder förundersökningar vid EU-kommissionens Stockholmskontor då TV 4 Nyheterna avslöjat att kontoret 1998 betalt ut svarta löner och gjort utbetalningar till personer som inte existerar.[2]
- 18 november - På OSSE-mötet i Istanbul går Ryssland med på att släppa in OSSE i Tjetjenien.[2]
- 20 november - Svenska Sydafrikaveckan inleds, på Göran Perssons initiativ.[2]
- 21 november - I Florens mös ledare från USA, Storbritannien, Italien, Tyskland, Frankrike och Brasilien för att diskutera vad man kallar den "tredje vägens politik" där ekonomisk tillväxt står i centrum, men den sociala rättvisan lyfts fram. Bill Clinton menar att medlen framför allt är en balanserad budget och andra ekonomisk-politiska mål som traditionellt tillskrivits högern, men som alltmer kommit att användas i vänsterpartier och mittpartier.[2]
- 28 november - ETA beslutar att avbryta den vapenvila men inledda i september 1998.[2]
- 29 november - Nordirlands parlament i Stormont utser efter omfattande gräl en provinsregering där protestanter och katoliker sitter sida vid sid, för att oberoende av London på en rad områden fatta gemensamma beslut för en fredlig framtid.[2]
- 30 november - WTO:s möte i Seattle lamslås av demonstranter som kräver rättvisa för utvecklingsländerna då den globala frihandeln vidgas.[2]
- Aftonbladet, DN, Expressen och Svenska Dagbladet publicerar bilder och namn på 62 ledande svenska nynazister och MC-kriminella som upplevs som ett hot mot demokratin.[2]

### December
- 1 december
  - Nationalgardet kalas in för att stoppa kravallerna i Seattle.[2]
  - Svenska metallindustriarbetareförbundet utesluter en medlem som utpekats som vice ordförande för NSF.[2]
- 4 december - Frihandelsförhandlingarna i Seattle bryter samman på grund av djup oenighet i frågor mellan USA och EU-medlemsländerna.[2]
- 5 december - Fidel Castro lovar att få tillbaka 5-årige kubanske pojken Elián González, som led skeppsbrott utanför Miami den 25 november och fördes till sjukhus då han flydde med båt med sin mamma. Pappan är kvar i Kuba och vill ha sin son åter. USA:s immigrationsmyndigheter anser att pojkens släktingar i Miami bör få vårdnaden.[2]
- 6 december - Tollare folkhögskola i Nacka stänger av en 22-årig elev som återfunnits som nazist i fyra svenska tidningars porträttgalleri över nazister och MC-kriminella i november 1999.[2]
- 10 december
  - På EU:s toppmöte beslutas att Turkiet får bli kandidatland och Lettland, Litauen, Rumänien, Bulgarien och Malta under första kvartalet år 2000 får börja förhandla regelrätt om medlemskap.[2]
  - Albaniens författningsdomstol skrotar dödsstraffet, och 20 dömda personer undgår avrättning.[2]
- 13 december - Japan häver alla sanktioner mot svältdrabbade Nordkorea, för att förbättra relationerna.[2]
- 14 december - USA:s förre president Jimmy Carter och Panamas president Mireya Moscoso undertecknar ett dokument som bekräftar överenskommelsen från september 1977, där USA ger Panamakanalen till Panama. Genom den passerar vid denna tid årligen cirka 14 000 fartyg.[2]
- 18 december - Sri Lankas president Chandrika Kumaratunga skadas lindrigt av splittret då en kvinnlig självmordsbombar anfaller henne vid ett valmöte i Colombo. LTTE misstänks.[2]
- 19 december - Helmut Kohl meddelar att han personligen skall ha tagit emot två cirka miljoner tyska mark åren 1993-1998, men vägrar uppge varifrån.[2]
- 20 december - Under en ceremoni återgår Macao till Kina efter 442 år som portugisisk besittning. Precis som Hongkong blir Maco särskild administrativ zon inom Kina, under principen "ett land, två system".[2]
- 23 december - Montenegros utrikesminister Branco Perović avgår, anklagad för inblandning i smuggling och samröre med italienska maffian.[2]
- 24 december - En militärjunta under general Robert Guei griper makten i Elfenbenskusten, världens största kakaoproducent och en tämligen lugn fungerande demokrati med relativt väl fungerande infrastruktur. President Konan Bédie kom till makten 1993, men har svag folklig förankring.[2]
- 26 december - En domstol i Peking dömer fyra medlemmar i falungong till mellan 7 och 18 års fängelse för bland annat "yppande av statshemlighet och orsakande av dödsfall".[2]
- 29 december - En domstol i Sankt Petersburg frikänner 45-årige förre kommendörkaptenen och miljöaktivisten Alexander Nikitin, som anklagats för spioneri och landsförräderi av FSB Under tidigt 1996 avslöjade han hur Ryska ishavsflottan dumpade radioaktivt avfall i Barents hav.[2]
- 30 december - Ukraina avskaffar dödsstraffet på begäran av 51 parlamentsledamöter. 200 ukrainare har dömts till döden sedan 1998, men då president Leonid Kutjma 1997 införde ett moratorium har inte avrättningarna verkställts. [2]
- 31 december
  - Rysslands president Boris Jeltsin meddelar i ett TV-tal att han avgår i förtid och träder tillbaka med omedelbar verkan, och ersätts av Vladimir Putin som tillträdande president fram till presidentvalet i mars 2000.[2]
  - Då Indiens regering gått med på att släppa en pakistansk religiös ledare och två aktivister lösa från fängelset upphör ett åtta dagar långt flygkapardrama med indiskt passagerarflygplan, med 155 personer, på ett oblodigt sätt. Flygplanet.

### Okänt datum
- I Storbritannien blir Malcolm Wicks biträdande minister med ansvar för livslångt lärande.

## Val och folkomröstningar
- 7 februari - Delstatsvalet i Hessen blir ett nederlag för SPD.[1]
- 9 februari - Valet i Nigeria blir en framgång för mittenpartierna.[1]
- 26 februari - Iran går till kommunalval för första gången på 20 år. Valdeltagandet är högt.[1]
- 1 mars - Olusẹgun Ọbasanjọ vinner presidentvalet i Nigeria. Anklagelser om valfusk undersöks.[1]
- 8 mars - Vid Valet i Qatar röstar kvinnor för första gången, och Qatars kvinnor blir därmed arabiska halvöns enda med kvinnlig rösträtt.[1]
- 20 mars - Finland går till riksdagsval där socialdemokraten Paavo Lipponen sitter kvar som statsminister trots att de borgerliga går starkt framåt.[1]
- 11 april - Högerman väljs till ny länsguvernör i Tokyo, och lovar skrota amerikanska militärbaser.[1]
- 27 april - Algeriet,  Abdelaziz Bouteflika blir utsedd till president.
- 6 maj - Labour blir största parti då Skottland går till val till sitt nya parlament.[1]
- 17 maj - Israel går till parlamentsval där Arbetarpartiets Ehud Barak och hans allians "Ett Israel" får totalt 33 av 120 mandat.[1]
- 23 maj - SPD:s Johannes Rau väljs till president i Tyskland efter Roman Herzog.[1]
- 29 maj - Rudolf Schuster vinner väljs till ny president i Slovenien.[1]
- 13 juni - Val till Europaparlamentet hålls.[1]
- 14 augusti - Republikanen George W. Bush vinner ett viktigt provval i Iowa, USA och får tätposition som partiets presidentkandidat.[1]
- 16 september - Algeriet, en folkomröstning om Abdelaziz Bouteflikas fredsplan ger den en klar majoritet
- 3 oktober - Vid Parlamentsvalet i Österrike går FPÖ starkt framåt, och blir med 27,2 % av rösterna näst största parti.[2]
- 10 oktober - Vid parlamentsvalet i Portugal vinner 50-årige António Guterres socialistparti.[2]
- 20 oktober - Vid presidentvalet i Indonesien vinner muslimske ledaren Abdurrahman Wahid.[2]
- 21 oktober - Oppositionsledaren Megawati Sukarnoputri väljs till vicepresident i Indonesien.[2]
- 24 oktober - Högerpopulistiska SVP går starkt framåt vid parlamentsvalet i Schweiz och blir med 23 % av rösterna största parti. Partiledaren Christoph Blocher kräver ytterligare en post i den samlingsregering som styrt Schweiz sedan 1959.[2]
- 6 november - Australien säger i en folkomröstning nej till att bli republik.[2]
- 21 november - Coloradopartiets 73-årige Jorge Batlle vinner presidentvalet i Uruguay.[2]
- 19 december - Regeringstrogna "Enighet" skördar framgångar vid parlamentsvalet i Ryssland, och blir med 23,32 % av rösterna näst största parti i statsduman efter kommunisterna, som får 24,29 %. Det visar sig att Vladimir Putins hårda linje i Tjetjenien uppskattas av många väljare.[1]

## Organisationshändelser
- 13 januari - Svenske politikern Juan Fonseca, som inför svenska valet 1998 inte sattes på valbar plats av valberedningen, går över till Miljöpartiet från SAP, som han hävdar "inte längre representerar rättvisa och solidaritet".[1]
- 12 mars - Tysklands förbundskansler Gerhard Schröder väljs till ny ordförande för SPD.[1]
- 17 april - Sveriges näringsminister Björn Rosengren väljs till ordförande för Norrbottens SAP-distrikt genom att besegra SSU-ordföranden Niklas Nordström i omröstningen.[1]
- 27 april - Vänsterpartiet stöder Gudrun Schyman efter hennes återfall i alkoholism på hemresa från Rhodos.[1]
- 8 maj - Svenska Moderaterna är oeniga om Carl Bildt kan sitta kvar som partiledare trots hans medlingsuppdrag i Kosovokonflikten.[1]
- 14 maj - Lotta Nilsson Hedström från Vågadalen väljs till nytt språkrör för Miljöpartiet efter Marianne Samuelsson.[1]
- 23 maj - Juristen Carl Söderbergh utses till ny generalsekreterare för Svenska Amnesty.[1]
- 19 juni - I Sverige är Centerpartiets partistämma splittrad då partiledaren Lennart Daléus slagit fast att Centerpartiet är ett borgerligt parti.[1]
- 5 juli - Missnöje inom Folkpartiet liberalerna i Sverige, Lars Lejonborg uppmanas avgå.[1]
- 6 augusti - Carl Bildt meddelar att han slutar som partiledare för Moderaterna.[1]
- 8 augusti - Upplandsmoderaterna föreslår Bo Lundgren till ny ledare för Moderaterna.[1]
- 23 augusti - PLO-ledaren Yassir Arafat försonas med sin gamle rival, DFLP-ledaren Hawamath, inför kommande förhandlingar med Israel.[1]
- 4 september - Bo Lundgren väljs enhälligt till ny ledare för Moderaterna på partistämman i Stockholm.[1]
- 30 november - CDU beskylls för att delvis ha finansierat 1990 års valkampanj ed svarta pengar.[2]
- 12 december - Helmut Kohl vägrar ge ut detaljer om CDU:s hemliga bankkonton. Samtidigt avslöjas att han skall ha haft central roll i muthärva när franska oljekoncernen Elf Aquitaine köpte tyska oljeraffinaderiet Leuna 1992.[2]

## Avlidna
- 24 maj – Ramón Rubial, 92, spansk socialistisk politiker.
- 16 juni – Lennart Geijer, 89, svensk socialdemokratisk politiker, Sveriges tidigare justitieminister.[1]
- 27 juni – Georgios Papadopoulos, Greklands president 1 juni–25 november 1973.[1]
- 1 juli – Joshua Nkomo, 82, Zimbabwes vicepresident.[1]
- 14 juli – Ulla Lindström, 89, svensk socialdemokratisk politiker.[1]
- 14 oktober - Julius Nyerere, 77, Tanzanias president 1964–1985.
- 10 december – Franjo Tuđman, Kroatiens förste president 1990–1999.
- 24 december – João Baptista de Oliveira Figueiredo, Brasiliens president 1979–1985.
- 26 december – S.D. Sharma, Indiens president 1992–1997.

### Fotnoter
1. 1 2 3 4 5 6 7 8 9 10 11 12 13 14 15 16 17 18 19 20 21 22 23 24 25 26 27 28 29 30 31 32 33 34 35 36 37 38 39 40 41 42 43 44 45 46 47 48 49 50 51 52 53 54 55 56 57 58 59 60 61 62 63 64 65 66 67 68 69 70 71 72 73 74 75 76 77 78 79 80 81 82 83 84 85 86 87 88 89 90 91 92 93 94 95 96 97 98 99 100 101 102 103 104 105 106 107 108 109 110 111 112 113 114 115 116 117 118 119 120 121 122 123 124 125   När Var Hur 2000. Forum
2. 1 2 3 4 5 6 7 8 9 10 11 12 13 14 15 16 17 18 19 20 21 22 23 24 25 26 27 28 29 30 31 32 33 34 35 36 37 38 39 40 41 42 43 44 45 46 47 48 49 50 51 52 53 54 55 56 57 58 59 60   När Var Hur 2001. DN